# Belgrade Circle
Il Belgrade Circle è una ONG fondata a Belgrado, in Serbia, nel febbraio 1992.
Inizialmente, l'organizzazione ha ospitato lezioni e discussioni con intellettuali principalmente serbi, uniti dalla loro opposizione alle politiche nazionaliste di Slobodan Milošević. Il Circolo di Belgrado formò legami con ONG in altre parti dell'ex Jugoslavia e iniziò a guadagnare una reputazione internazionale, ospitando conferenze di intellettuali di fama internazionale tra cui Jacques Derrida, Christopher Norris e Richard Rorty. L'organizzazione si è successivamente concentrata sul rafforzamento della società civile e ha collaborato con università e accademici di tutto il mondo. Pubblica inoltre il Belgrade Circle Journal, che è stato membro della rete Eurozine tra il 1995 e il 2013  e ha pubblicato importanti pensatori come Rorty, Jürgen Habermas e Noam Chomsky.